# Comisión Nacional de Evaluación y Acreditación Universitaria
La Comisión Nacional de Evaluación y Acreditación Universitaria (CONEAU) es un organismo descentralizado argentino que funcionó en jurisdicción del Ministerio de Educación de la Nación hasta la disolución del mismo para pasar a la órbita del Ministerio de Capital Humano, que tiene por objeto la evaluación de las instituciones universitarias y la acreditación de carreras de grado declaradas de interés público y de las carreras de posgrado. Fue creada en 1991 como parte de las reformas introducidas por la Ley de Educación Superior.

## Historia

### Creación
Los antecedentes de la CONEAU se pueden reconocer en la creación de la Secretaría de Políticas Universitarias del Ministerio de Educación que en el año 1993 firma un convenio con algunas universidades (de gestión pública y privada) en relación con convenios para planificar y elaborar mecanismos en conjuntos que ayuden a la evaluación institucional. Estos acuerdos ya preveían los procesos de autoevaluación a cargo de las mismas instituciones, que servirían de marco para las evaluaciones externas. En 1994 se crea en el seno del ministerio la Comisión de Acreditación de Posgrados (CAP) que, a principios de 1995, realizó una convocatoria para la acreditación voluntaria de maestrías y doctorados, a la que respondieron alrededor de 300 programas en total, lo que significó la evaluación y acreditación de un número importante de carreras de posgrado (Fraca, 2010).
En 1995 el Congreso aprueba la ley n.º 24 521 de Educación Superior (LES), que dispone la creación de la CONEAU. El Ministerio de Educación transfirió en 1996 las tareas de la CAP a la CONEAU. La CONEAU institucionalizó las funciones que le corresponden legalmente de manera progresiva. Desde 1996, evalúa proyectos institucionales; a partir del año 1997, evalúa informes anuales de instituciones universitarias con autorización provisoria, realiza evaluaciones externas y acredita posgrados; desde 1999, evalúa solicitudes de reconocimiento definitivo y solicitudes de agencias privadas de evaluación y acreditación de carreras de grado (CONEAU, 2012). 
La CONEAU fue recibida con resistencia desde la mayoría de los centros de estudiantes y desde algunas universidades. La Universidad de Buenos Aires, la Universidad Nacional del Comahue y la Universidad Nacional de Entre Ríos entre otras presentaron recursos de amparo. En el caso de la Universidad de Buenos Aires, la Justicia dio lugar al recurso y desde entonces se ve exceptuada, entre otras cuestiones, de la exigencia de acreditar sus carreras ante la CoNEAU.

### Reforma del 2007
Luego de la crisis económica de 2001, la situación varió radicalmente, una de las principales preocupaciones fue contener los conflictos gremiales. Aumentaron el presupuesto universitario que pasó de 2.168 millones en 2004 a 21.700 en 2012. En términos de PBI, el incremento fue de 0,48% a 1%. En paralelo, la CoNEAU comenzó a morigerar su discurso y a hablar de evaluaciones institucionales como procesos de mejoramiento continuo.
Durante 2007 se realizó una modificación profunda de la Ley de Educación Superior que incluyó cambios en la conformación y el modo de funcionamiento de la CoNEAU, haciendo que la mayoría de los miembros pasaran a ser designados por el Poder Legislativo (y no el Ejecutivo como hasta entonces), por lo que se le brindó una mayor autonomía, además de que se logró cambiar el paradigma neoliberal y mercantilista que tenía la CoNEAU de acuerdo a las exigencias de las universidades nacionales de poder tener mayor representatividad y peso en sus decisiones. En este mismo sentido se expresa el programa de acción donde esta ley se dio en paralela a otras leyes que buscan fortalecer la educación estatal argentina como la Ley Nacional de Educación, la Ley de Financiamiento, la Ley de Garantía del Salario Docente, la Ley de Educación Técnico-Profesional, y la Ley de Educación Sexual Integral, entre otras.

## Conformación
La CoNEAU está integrada por 12 miembros: tres de ellos se encuentran designados por el Consejo Interuniversitario Nacional —universidades nacionales—, uno por el Consejo de Rectores de Universidades Privadas, uno por la Academia Nacional de Educación, tres por el Senado de la Nación, tres por la Cámara de Diputados de la Nación y uno por el Ministerio de Educación. A su vez, la Comisión posee un equipo técnico autónomo dividido en las distintas áreas que la conforman: Evaluación y Proyectos Institucionales, Acreditación de Carreras de Grado, Acreditación de Posgrados, Desarrollo y Relaciones Institucionales, Dirección de Administración, Sistemas y Registro de Expertos y Biblioteca.
Las evaluaciones se realizan con expertos convocados ad hoc organizados en consultorías, comités asesores y comités de pares, sobre la base de los cuales se asientan las decisiones de la CoNEAU en cada caso. Los integrantes de los comités asesores y de pares actúan en forma autónoma, según un código de ética y tienen la posibilidad de abstenerse de abrir juicio si lo consideran pertinente. Su primer presidente fue Emilio Fermín Mignone activista del movimiento de derechos humanos que surgió en Argentina durante la dictadura militar que gobernó entre marzo de 1976 y diciembre de 1983.

## Operación
Desde el año 2009, la Comisión se integra por cuatro Direcciones: la Dirección de Evaluación Institucional; la Dirección de Acreditación de Carreras; la Dirección de Desarrollo, Planeamiento y Relaciones Internacionales y la Dirección de Administración, además de un Departamento de Asesoría Letrada (CONEAU, 2012).
La Dirección de Acreditación concentra las funciones de evaluación y acreditación de carreras y proyectos de grado cuyo ejercicio pudiera comprometer el interés público poniendo en riesgo de modo directo la salud, la seguridad, los derechos, los bienes o la formación de los habitantes (de acuerdo al artículo 43.º de la LES), y la evaluación y la acreditación de carreras y proyectos de carreras de posgrado de todas las disciplinas (de acuerdo al artículo 39.º de la LES). 

### Acreditación de carreras de grado
La Comisión se encarga de la evaluación y acreditación de todas las carreras de grado reguladas por el Estado en tanto su "ejercicio profesional pudiera poner en riesgo de modo directo la salud, la seguridad, los derechos, los bienes o la formación de los habitantes" .  Para acreditar estas carreras se aplican estándares fijados por el Ministerio de Educación, que tienen en cuenta: contenidos curriculares básicos, carga horaria mínima y criterios de intensidad de la formación práctica. Los procedimientos y pautas para la acreditación están regulados a través de la Ordenanza N.º 58/11 que se basa en lo establecido por el Decreto N.º 499/95 (artículo 5º) y el Decreto N.º 173/96(artículo 15º).
El Decreto N.º 499/95 (artículo 7) dispone que la acreditación constituye una condición necesaria para el reconocimiento oficial y consecuente validez nacional del título por parte del Ministerio de Educación. No obstante, las funciones de la CONEAU y las del Ministerio están claramente diferenciadas. Las atribuciones y responsabilidades de la CONEAU se limitan a la acreditación de las carreras, entendiéndose por acreditación un proceso de evaluación de la calidad académica, complementario de la evaluación institucional y dirigido a su mejoramiento que tiene objetivos exclusivamente académicos, efectos sociales y eventualmente políticos, pero no jurídicos. En cambio, las atribuciones y responsabilidades del Ministerio tienen efectos netamente jurídicos.
Los procesos de acreditación se inician cuando la CoNEAU realiza una convocatoria para un número determinado de carreras, que vencido un plazo se torna obligatoria. Todas las universidades deben entonces comenzar el proceso de acreditación de las carreras reguladas, el cual sigue una serie de pasos predeterminados. La primera fase corresponde a la autoevaluación, donde cada universidad debe realizar un informe donde evalúe la situación de las carreras a acreditar. El informe resultante pasa a manos de un comité de pares designado por la Comisión, que tras hacer las observaciones pertinentes da lugar a un dictamen (favorable o desfavorable).
La CoNEAU puede determinar acreditar una carrera por 6 o 3 años, dependiendo de los resultados del proceso de autoevaluación y evaluación por pares, o directamente no acreditarla, caso en que no podrá seguirse dictando en las condiciones actuales. Si la acreditara solo por 3 años, vencido el tiempo la carrera deberá someterse nuevamente a evaluación para verificar si fueron solucionadas las falencias u observaciones indicadas en el anterior proceso de acreditación. La acreditación por 3 años tiene lugar cuando la carrera no cumple con todos los estándares pero el informe final establece la posibilidad de alcanzar los niveles de calidad requeridos en un plazo cercano, o cuando la carrera cumple con todos los estándares fijados pero no tiene egresados por no haberse completado un ciclo completo de dictado.
Hasta el momento, las Carreras declaradas de interés público son:  Abogacía, Arquitectura, Biología, Biotecnología, Contador Público, Enfermería, Farmacia y Bioquímica, Genética, Geología, Informática, Ingeniería, Ingeniería Agronómica, Ingeniería en Recursos Naturales, Ingeniería Forestal, Ingeniería Zootecnista, Medicina, Odontología, Psicología, Química, Veterinaria.
Se debe considerar que también se acreditan los proyectos de las carreras de grado declaradas de interés público, a los efectos de obtener el reconocimiento oficial del título.

### Acreditación de carreras de posgrado
La acreditación de carreras de posgrado es obligatoria para todas las carreras sin distinción disciplinar. No existe como en el caso de las carreras de grado, algunas consideradas de interés público y otras no. La legislación argentina consideran carreras de posgrado a las carreras de especialización, maestría y doctorados. La Res. Ministerial 160/2011 indica los criterios que se consideran en los procesos de acreditación. En caso de que la universidad de la que depende la carrera lo solicite, las acreditaciones de posgrado reciben calificación A, B o C en orden decreciente de calidad académica.

## Críticas
Desde su creación, la Comisión Nacional de Evaluación y Acreditación Universitaria ha sido fruto de numerosas críticas por parte de sectores estudiantiles y académicos de las universidades públicas argentinas. Durante la sanción de la Ley de Educación Superior en la década de los 90 hubo masivas marchas considerando la reforma de corte neoliberal que podía abrir las puertas a un proceso de arancelamiento. Incluso exmiembros de la CoNEAU han expresado que la antigua Ley menemista de Educación Superior había sido hecha en ese sentido.
Desde la implementación de la LES, distintos organismos e investigadores han considerado oportuno indagar sobre los mecanismos de evaluación y acreditación utilizados en nuestro país con el objeto de identificar, entre otras cuestiones, su impacto en la calidad educativa (Mignone, 1995; Marquina, 2004; 2012; Toribio, 1999; Suasnabar, 2001; 2005; Fernández Lamarra, 2002; Sánchez Martínez 2002; Isuani, 2003; De Miguel Díaz, 2003; Aiello, 2007; Krotsch, 2007; Rinesi y Soprano, 2007; Giustiniani, 2008; Ruiz, 2009; Fraca, 2010; Pérez Rasetti, 2010; Nosiglia, 2010; Chiroleu, 2012; Corengia, 2015). De su lectura, se identifican, por un lado, las miradas acríticas sobre los procesos evaluatorios realizados que difícilmente reconocen las dificultades asociadas al proceso de evaluación (publicaciones oficiales) y por otro lado, las posturas que sostienen necesaria la erradicación de cualquier mecanismo de evaluación y acreditación estatal en defensa de la autonomía plena de las instituciones universitarias (en particular, se destacan las posturas de algunas instituciones universitarias nacionales, gremios docentes y centros de estudiantes más visibles en el periodo inmediatamente posterior a la sanción de la LES). Entre ambos extremos, una vasta cantidad de trabajos analizan aspectos particulares de los procesos derivados de la implementación de los mecanismos de evaluación y acreditación y su efecto en la calidad educativa.
La Comisión fue vista como un instrumento más de la ley tendiente a simplificar y adaptar a las exigencias del mercado los programas y carreras de las universidades nacionales.